# Arija (satrapija)
Arija (staroperzijsko: Haraiva, grško: Areia/Aria) je bila pokrajina v vzhodnem delu Ahemenidskega cesarstva, ki jo klasični viri pogosto zamenjujejo z Arijano – domovino Arijcev.
Arija je bila perzijska satrapija, ki je v glavnem obsegala dolino reke Hari (grško Areios, od tod tudi njeno ime) v današnjem severozahodnem Afganistanu. V antiki so imeli dolino za izredno plodno in bogato z vinom. Njeno glavno mesto je bilo (verjetno od leta 330 pr. n. št. dalje) Aleksandrija, današnji Herat v severozahodnem Afganistanu. 
Ozemlje južno od Margijane in Baktrije, vzhodno od Partije in karmanijske puščave, severno od Drangijane in zahodno od Paropamisade je zelo natančno opisal Ptolemaj. Opisano ozemlje se približno ujema s provinco Herat v današnjem Afganistanu. Nekateri antični pisci, na primer Diodor Sicilski in Herodot, ki Arijo (Areioi) omenjajo v zvezi s Parti, Horezmijci in Sogdijci, v svojih spisih opisujejo pravo Arijo, Pomponij Mela, ki pravi, da je »Arija dežela pri Indiji«, pa v resnici misli na Arijano. 
V času, ko so Perziji vladali Ahemenidi, je Arija omenjena kot ena od satrapij, njeno ime pa se pojavlja tudi na raznih kraljevih napisih, na primer na Behistunskem napisu Dareja I. (okrog 520 pr n. št.). Predstavniki Arijcev so prikazani tudi na reliefih, na primer v kraljevih ahemenidskih grobnicah v Nakš-e Rostamu in Perzepolisu. Njihova noša je zelo podobna skitski: nosili so tuniko in dolge hlače, stlačene v visoke škornje, okrog glave pa so imeli ovite turbane. 
V času Aleksandra Velikega je bila Arija očitno pomembna pokrajina. Upravljal jo je satrap Satibarzan, ki je bil eden od treh najvišjih perzijskih uradnikov na vzhodu cesarstva. Druga dva sta bila Bess iz Baktrije in Barsent iz Arahozije. Aleksander je konec 330-ih pr. n. št. osvojil glavno mesto Arije, ki se je imenovalo Artakoana. Mesto je obnovil in v njem zgradil citadelo. 
Arija je kasneje postala del Selevkidskega cesarstva, a je pogosto menjavala gospodarje, dokler ni leta 167 pr. n. št. postala del Partskega cesarstva, kasneje pa del Sasanidskega cesarstva.